# Franz Büttner (Mediziner, 1694)
Franz Büttner (* 1694 in Frankfurt am Main; † 1754 ebenda) war ein deutscher Mediziner und Leibarzt des Fürsten von Hohenlohe-Schillingsfürst.

## Leben
Franz Büttner studierte an den Universitäten in Jena und Altdorf Medizin.
In einer 1709 unter der Zuständigkeit des Jenaer Universitätsbibliothekars Bartholomäus Christian Reichard (1679–1721) veröffentlichten Schrift über den Verbleib der Gebeine von Norbert von Xanten versucht er zu beweisen, dass man in Prag seit 1627 einen Pseudo-Norbert verehre und die wirklichen Gebeine in Magdeburg ruhen würden.
Nach seiner Promotion 1722 in Altdorf wirkte Büttner später als Rat und Leibarzt des Fürsten von Hohenlohe-Schillingsfürst.
Am 13. Mai 1724 wurde er mit dem akademischen Beinamen Heliodorus III. zum Mitglied (Matrikel-Nr. 368) der Leopoldina gewählt.

## Schriften
- Pseudonorbertus ex narratione Pragensi translati e Saxonia in Boioemiam corporis Norberti. Jena, 1709 (Digitalisat).
- De probabilitatibus medicis. Medizinische Dissertation Altdorf. Meyer, Altdorf 1722 (Digitalisat).